# Yehya Bundhun
Yehya Bundhun, född 25 januari 1965, är en mauritisk bågskytt. Han deltog vid olympiska sommarspelen 2000 och olympiska sommarspelen 2004.